# Бейн, Мэри
Мэри Бейн (урождённая Вейзер; англ. Mary Bain; 8 июня 1904, Унгвар, Венгрия, ныне Ужгород, Закарпатская область — 26 октября 1972, Нью-Йорк) — американская шахматистка; международный мастер (1952). Неоднократная чемпионка США. Участница чемпионата мира (1937; 5-е место, победа Веры Менчик) и турнира претенденток 1952 (14-е место, победа Елизаветы Быковой). В составе команды США участница Олимпиады 1963 в Сплите.
Родилась в ассимилированной еврейской семье, проживавшей в Подкарпатской Руси. В иммиграционном манифесте Нью-Йорка за 1921 год под именем Мари Вейсерова её предыдущий адрес указан как «Ужгород, Чехословакия». В 1926 году она вышла замуж за писателя, военного корреспондента и кинорежиссера Лесли Балога Бейна, с которым у них было двое детей. Пара развелась в 1948 году. 
Она была первой женщиной, представлявшей США на организованных соревнованиях по шахматам.